# Dixi (Fahrradmarke)
Dixi Fahrräder (vor 1921 auch Dixi-Wartburg) war eine Fahrradmarke der „Fahrzeugfabrik Eisenach, Zweigniederlassung der Gothaer Waggonfabrik AG“.

## Markengeschichte
Der Markenname Dixi leitet sich von der ab 1904 verwendeten Marke Dixi für den Produktionszweig Automobile der Fahrzeugfabrik Eisenach ab. Anders als im Bereich Automobile blieb die zuvor für beide Bereiche etablierte Marke Wartburg aber bis ca. 1920 als Markenname für Fahrräder erhalten. Erst dann wurde Dixi auch, bis zum Ende der Produktion 1929, der Markenname der im Werk hergestellten Fahrräder. Kurzzeitig gab es auch eine parallele Verwendung der beiden Markennamen für Fahrräder. Durch eine Anzeige von 1920 ist die Bewerbung der Rennräder des Herstellers als Dixi-Wartburg nachweisbar.
In den 1920er Jahren verfügte das Werk über ein gut ausgebautes Händlernetz mit Generalvertretungen in Düsseldorf, Hamburg und Berlin. Nach der 1928 erfolgten Übernahme der Fahrzeugfabrik Eisenach durch die Bayerischen Motorenwerke stellte das Werk 1929 die Produktion von Fahrrädern ein.
Ab ca. 1934 bis in die 1950er Jahre wurde der Markenname Dixi vom Hersteller Patria WKC verwendet. Zusätzlich nutzten verschiedene „Konfektionshersteller“ der frühen 1950er Jahre, wie z. B. F.E.M. (Fahrrad Epple Memmingen), Name, Insignien und Logo der klassischen Dixi-Jahrräder der 1920er Jahre, so dass eine genaue Datierung häufig auf den ersten Blick schwierig erscheinen kann. In den 1980er Jahren stellte der Hersteller Kettler ein Fahrrad mit dem Namenszusatz Dixi her.

## Modellpalette und Produktionszahlen 1921–1929
Der Katalog des Jahres 1926 zeigen eine Palette von acht Standardmodellen, die neben den Herrenradmodellen Englandrad und Tourenrad auch zwei Damenradmodelle und Kinderräder umfasste. Erkennungsmerkmal der meisten Dixi-Fahrräder war, neben dem angenieteten Kettenrad mit Sechsteilung und gebogenen Streben, das markante Steuerkopfschild. Das nach unten zulaufende Dreieck zeigt den bekannten Schriftzug Dixi mit nach unten abschweifendem Buchstaben x. Über dem Schriftzug steht der bekannte Zentaur als Symbol der Dixi-Werke.
Damit scheint es unter der Marke Dixi keine bemerkenswerten Veränderungen der Produkte gegenüber der Vorgängermarke Wartburg gegeben zu haben. Die bekannten Abbildungen und wenigen erhaltenen Exemplare zeigen eine unveränderte Form der Fahrräder.
Genaue Produktionszahlen sind nicht bekannt. Die Fahrzeugfabrik Eisenach gehörte aber in den 1920er Jahren zu den größten Fahrradherstellern Deutschlands.